# Steve Symms

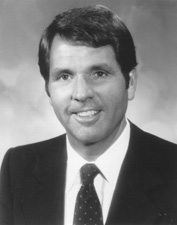
Steve Symms, 2009

Steven Douglas Symms (* 23. April 1938 in Nampa, Idaho; † 8. August 2024 in Leesburg, Virginia) war ein US-amerikanischer Politiker. Der Republikaner repräsentierte Idaho in beiden Kammern des Kongresses der Vereinigten Staaten.

## Leben
Steven „Steve“ Symms, Absolvent der Caldwell High School, studierte Betriebswirtschaftslehre an der University of Idaho, an der er 1960 seinen Bachelor-Abschluss erwarb. Danach war er drei Jahre als Soldat im United States Marine Corps tätig. Als junger Mann übernahm er die Farm seiner Eltern und das Familienunternehmen Symms Fruit Ranch, Inc., welches sich auf den Anbau und den Verkauf von Obst spezialisiert hatte. Auch ging er Ende der 1960er Jahre kurzzeitig den Berufsweg eines Journalisten, als er rund zwei Jahre Mitherausgeber des Idaho Compass war.
Symms, der bis zu diesem Zeitpunkt weder auf Bundesstaats- noch auf Bundesebene bekannt war, kandidierte 1972 mit Erfolg für einen Sitz im Repräsentantenhaus der Vereinigten Staaten. Er wurde am 3. Januar 1973 vereidigt und danach dreimal wiedergewählt. Im Jahr 1980 gab er seine Kandidatur für das Amt des US-Senators bekannt. Erneut konnte er einen Erfolg verbuchen, da er den langjährigen demokratischen Amtsinhaber Frank Church besiegen konnte. Symms, der sein neues Mandat, am 3. Januar 1981 antrat, absolvierte zwei Legislaturperioden als Senator und schied am 3. Januar 1993 aus der zweiten Kongresskammer aus.
Nach seinem Rückzug aus der Politik gründete er die Unternehmensberaterfirma Symms, Lehn Associates, Inc. 1999 eröffneten er und sein Partner John Haddow Symms & Haddow Associates. Später war Symms Miteigentümer der Lobbyisten-Firma Parry, Romani, DeConcini & Symms, an der auch der ehemalige demokratische US-Senator Dennis DeConcini aus Arizona beteiligt ist.

## Sonstiges
Steve Symms soll, obwohl ein streng konservativer Republikaner, während seiner Zeit in Washington, D.C. mit mehreren Frauen eine Liaison unterhalten haben, und dies, obwohl er verheiratet war. Mitte der 1970er Jahre hatte er zudem eine Beziehung mit seiner Stabschefin und Wahlkampfleiterin Helen Chenoweth-Hage, die später ebenfalls zur Kongressabgeordneten gewählt wurde. Er lebte mit seiner zweiten Frau Loretta in Virginia.
Steve Symms ist ein Neffe von Elmo Smith, eines ehemaligen Gouverneurs von Oregon, sowie Cousin des ehemaligen Kongressabgeordneten Denny Smith.